# Bulawayo järnvägsmuseum
Bulawayo järnvägsmuseum är ett järnvägsmuseum i Bulawayo i Zimbabwe med lok, vagnar och interiörer från tidigare Rhodesia Railways.
Det grundades år 1972 i anslutning till Bulawayos järnvägsstation och ägs idag av National Railways of Zimbabwe. Museet består av en stationsbyggnad, komplett med biljettlucka, tidtabeller och annan utrustning, som har flyttats hit från småstaden Shamva, en vagnhall och ett utomhusområde med utställd materiel. Vagnhallen, som bland annat hyser Cecil Rhodes privata järnvägsvagn, är en  tidigare järnvägsverkstad.
De äldsta delarna av samlingarna är från 1897 då järnvägen från  Kimberley i Kapkolonin, nuvarande Sydafrika, till Bulawayo öppnade.

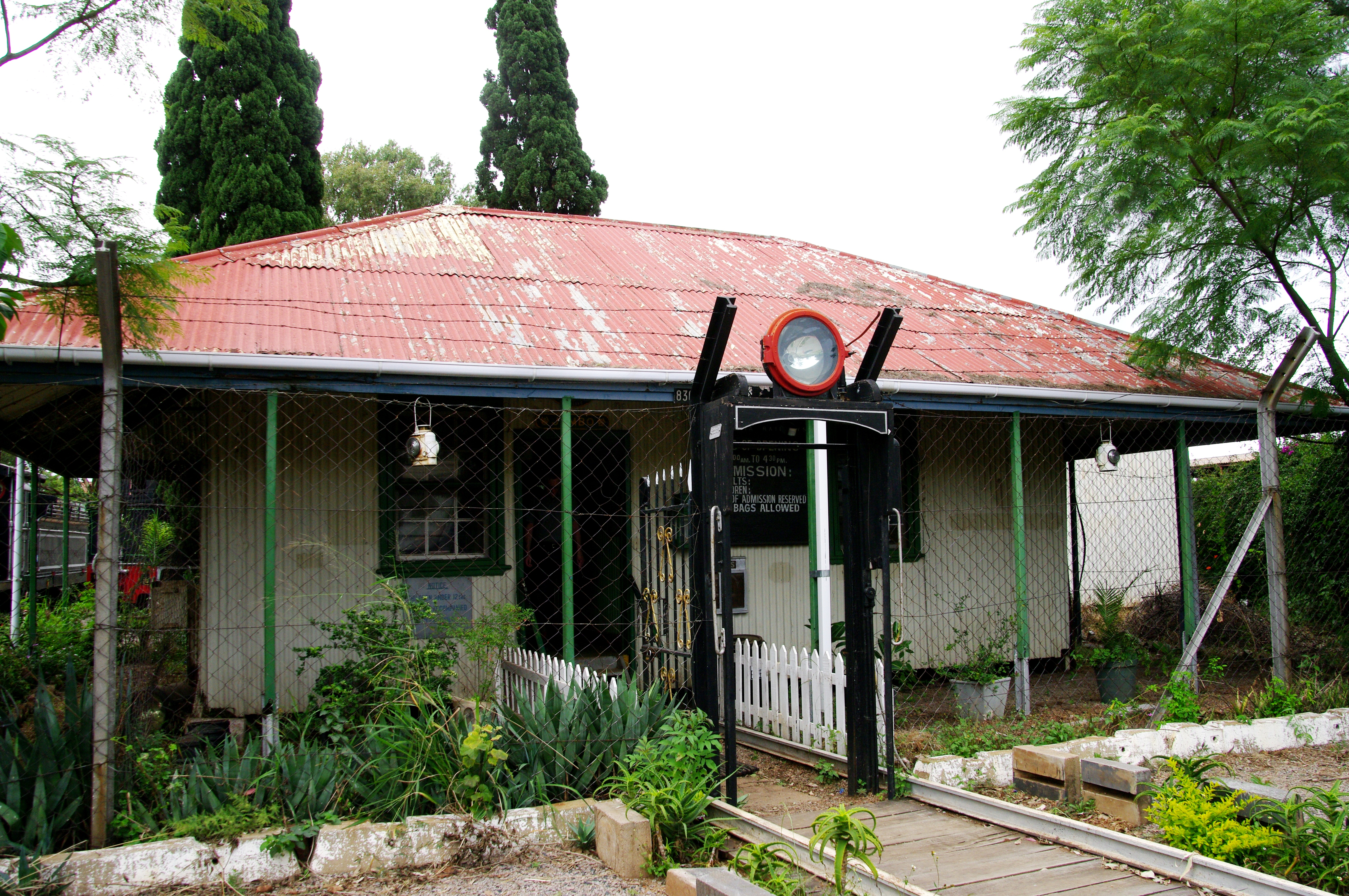
Shamva station, 2017.
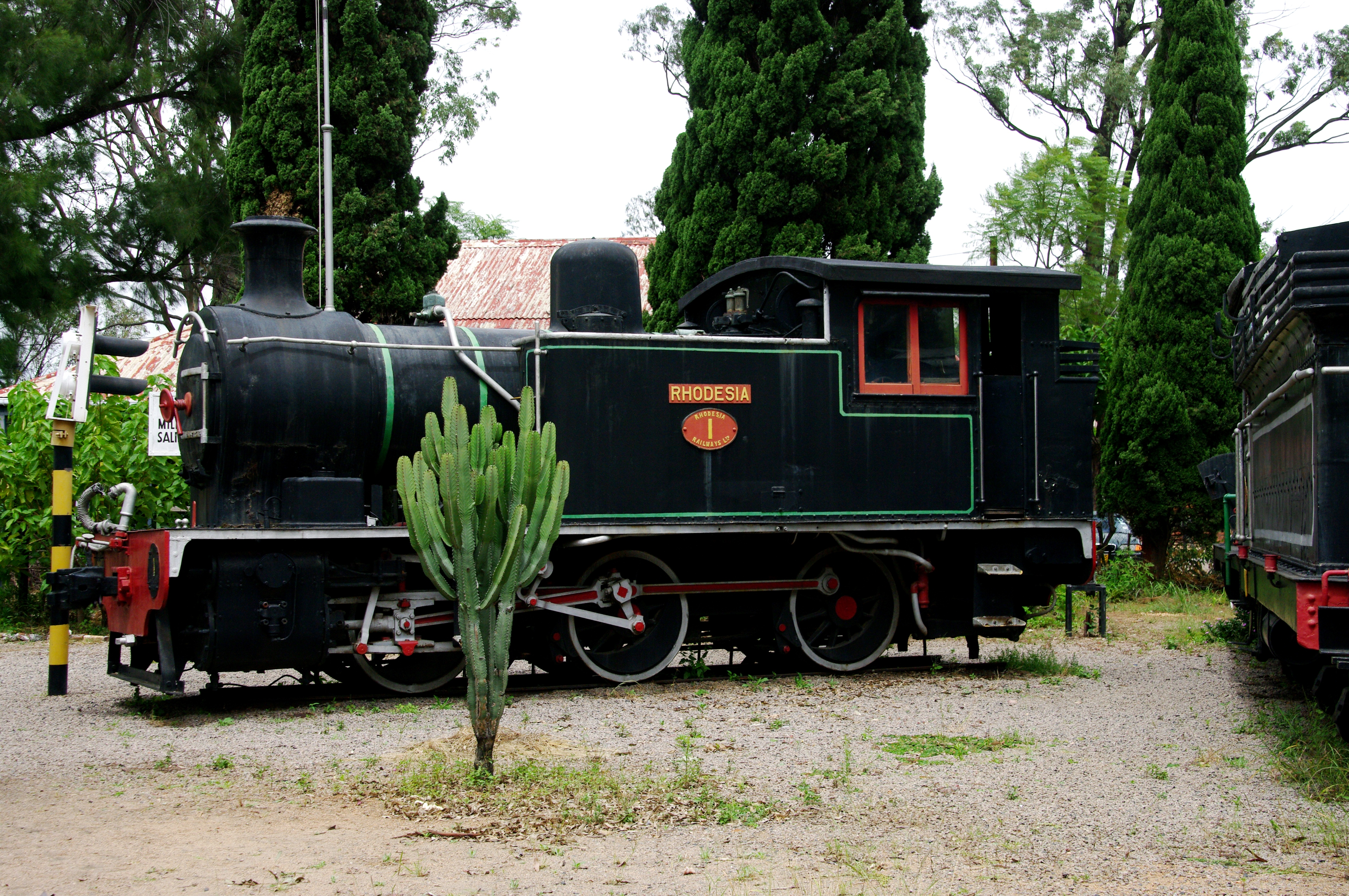
Rhodesia Railways första ånglok, 2017.